# Alain Marion
Alain Marion (Marseille, 25 december 1938 – Seoel, 16 augustus 1998) was een Frans fluitist.
Alain Marion studeerde aan het Conservatorium van Marseille bij Joseph Rampal, de vader van Jean-Pierre Rampal. Daarna studeerde hij aan het Conservatoire de Paris.
In 1961 won hij de eerste prijs op het internationale concours van Genève.
In de jaren 60 tot ' 90 was Marion was een van de leidende fluitisten. Hij was solo-fluitist bij verschillende grote symfonieorkesten, zoals het Orchestre de chambre de l'ORTF, het Orchestre de Paris, het Ensemble Intercontemporain en het Orchestre national de France. Naast zijn solocarrière was hij ook docent aan het Conservatoire de Paris en de internationale zomeracademie van Nice.
Marion overleed in de zomer van 1998, volgens sommigen als gevolg van zijn verdriet wegens zijn overleden kleinzoon die verdronken was. 
- Bibliothèque nationale de France: cb13897094p (data)
- CiNii: DA09423896
- Gemeinsame Normdatei: 103993789
- International Standard Name Identifier: 0000 0001 1760 7851
- Library of Congress Control Number: n82145564
- MusicBrainz: 2fdb589e-7eba-44cc-87fa-f1d201ab77a8
- Bibliotheek van het Japanse parlement: 00806888
- Nationale Bibliotheek van Tsjechië: xx0085951
- Nationale Bibliotheek van Israël: 987007453802905171
- Nederlandse Thesaurus van Auteursnamen: 074920650
- Système universitaire de documentation: 169468747
- Virtual International Authority File: 44485726
- WorldCat: E39PBJbWy9pfJrXKQgcd69tR8C